# Мюрцщегска реформена програма
Мюрцщегската реформена програма е програма за преобразувания в управлението на Македония и Косово под османска власт, осъществена отчасти в периода 1904-1909 година. Проектът е втори поред след така наречените Пъдарски реформи от февруари 1903 година.

## Приложение
Всички Велики сили с изключение на Германия се включват пряко в изпълнението на Мюрцщегската програма. Под техния колективен натиск султан Абдул Хамид II е принуден да отстъпи. На жандармерийските реформи е даден ход, след като през април 1904 г. е постигнато споразумение за разпределение на европейските офицери в отделните области според националността им. Австро-Унгария поема Скопския санджак, Русия – Солунския, Италия – Битолския, Англия – Драма, а Франция – Сяр. Промените в силите на реда не постигат съществена промяна на обстановката в Македония, поради недостатъчните брой и правомощия на чуждестранните офицери и сътрудничеството между Австро-Унгария и Османската империя.
Началото на финансовите реформи в трите вилаета (Солун, Битоля и Косово) се забавя до края на 1905 г. заради разногласия между европейските сили и неотстъпчивостта на Османската империя. На реформите е даден ход с назначаването на финансова комисия, след като силите провеждат военноморска демонстрация край Дарданелския пролив. Вилаетските бюджети не получават достатъчно средства, тъй като исканото от османските власти увеличение на митата се забавя до април 1907 г.
Юридическите реформи, предвидени в Мюрцщег (включително назначаване на съдии само от местното население), остават неизпълнени поради разделението, настъпило между Антантата и Централните сили след руско-английския договор от 1907 г. Насърчавана от Германия и Австро-Унгария, Османската империя отхвърля руско-английския проект за съдебна реформа. В Македония във връзка с приложението на реформите за изпратени австро-унгарският дипломат Хайнрих Мюлер и Алфред Рапопорт за негов помощник, руският дипломат Николай Демерик и Александър Петряев за негов помощник и Фьодор Шостак.
Младотурската революция и наложеният от нея конституционен режим в Османската империя (юли 1908 г.) стават повод за прекратяване на реформите. В началото на 1909 г. чуждестранните офицери са изтеглени от жандармерията, а финансовата комисия прекратява окончателно дейността си през лятото на същата година.

## Галерия
- Текст на телеграма от Хюсеин Хилми паша до албанските водачи да зачитат Мюрцщегските реформи
- Сръбски доклад за предвижданите съдебни реформи, 20 август 1907 г.

## Цитирана литература
- Димитров, Стр.; Манчев, Кр. История на Балканските народи, том 2, София, Парадигма, 1999, ISBN 954-9536-19-X
- Лалков, М. Мюрцщегската реформена програма 1903-1908 г. – в: Колектив. Национално-освободителното движение на македонските и тракийските българи 1878-1944. Том 3.   София, Македонски научен институт, 1997.